# Говорковский сельсовет
Говорковский сельсовет — сельское поселение в Богучанском районе Красноярского края.
Административный центр — посёлок Говорково.
Выделен в 1991 году из Хребтовского сельсовета.

## Население
| 2010 | 2012 | 2013 | 2014 | 2015 | 2016 | 2017 |
| ---- | ---- | ---- | ---- | ---- | ---- | ---- |
| 769  | ↘765 | ↘751 | ↘739 | ↘720 | ↘688 | ↘678 |

## Состав сельского поселения
| № | Населённый пункт | Тип населённого пункта          | Население |
| - | ---------------- | ------------------------------- | --------- |
| 1 | Говорково        | посёлок, административный центр | ↘678      |

## Местное самоуправление
Говорковский сельский Совет депутатов
Дата избрания: 04.03.2012. Срок полномочий: 4 года
Глава муниципального образования
- Ткаченко Татьяна Васильевна. Дата избрания: 04.03.2012. Срок полномочий: 4 года